# Yushun Subglacial Mountains
Die Yushun Subglacial Mountains (englisch, chinesisch 虞舜冰下山, Pinyin Yú Shùn Bīng Xià Shān – „Kaiser-Shun-Subglazialgebirge“) sind ein komplett vom antarktischen Eisschild überdecktes Gebirge im Sektor des ostantarktischen Prinzessin-Elisabeth-Lands. Sie liegen südöstlich der Tangyao Subglacial Mountains.
Chinesische Wissenschaftler benannten das Gebirge 2020. Namensgeber ist Shun, einer der legendären Urkaiser Chinas. 